# Ministerio de Asuntos Exteriores (Montenegro)
El Ministerio de Asuntos Exteriores de Montenegro (montenegrino: Ministarstvo vanjskih poslova u Vladi Crne Gore / Министарство вањских послова у Владе Црне Горе) es el Ministerio de Asuntos Exteriores del Gobierno de Montenegro.

## Ministros de Asuntos Exteriores[1]

### Monarquía montenegrina

#### Principado de Montenegro
| Ministro de Relaciones Exteriores | Ministro de Relaciones Exteriores | Nombre (nacimiento-muerte)          | mandato                 | mandato                 | mandato              | Partido político              | Príncipe              | Príncipe |
| Ministro de Relaciones Exteriores | Ministro de Relaciones Exteriores | Nombre (nacimiento-muerte)          | asumió el cargo         | Renunciar               | tiempo en la oficina | Partido político              | Príncipe              | Príncipe |
| --------------------------------- | --------------------------------- | ----------------------------------- | ----------------------- | ----------------------- | -------------------- | ----------------------------- | --------------------- | -------- |
| 1                                 |                                   | Vaivoda Stanko Radonjić (1846-1929) | 20 de marzo de 1879     | 14 de octubre de 1889   | 10 años, 237 días    | Independiente                 | Nicolás I (1860-1910) |          |
| 2                                 |                                   | Vaivoda Gavro Vuković (1852-1928)   | 14 de octubre de 1889   | 19 de diciembre de 1905 | 16 años, 35 días     | Independiente                 | Nicolás I (1860-1910) |          |
| 3                                 |                                   | Lazar Mijušković (1867-1936)        | 19 de diciembre de 1905 | 24 de noviembre de 1906 | 314 días             | Partido del Verdadero Popular | Nicolás I (1860-1910) |          |
| 4                                 |                                   | Marko Radulović (1866-1935)         | 24 de noviembre de 1906 | 1 de febrero de 1907    | 61 días              | Partido Popular               | Nicolás I (1860-1910) |          |
| 5                                 |                                   | Andrija Radović (1872-1947)         | 1 de febrero de 1907    | 17 de abril de 1907     | 75 días              | Partido Popular               | Nicolás I (1860-1910) |          |
| 6                                 |                                   | Lazar Tomanović (1845-1932)         | 17 de abril de 1907     | 28 de agosto de 1910    | 3 años, 146 días     | Independiente                 | Nicolás I (1860-1910) |          |

#### Reino de Montenegro
| Ministro de Relaciones Exteriores | Ministro de Relaciones Exteriores | Nombre (nacimiento-muerte)           | mandato                 | mandato                 | mandato              | Partido político              | Monarca               | Monarca |
| Ministro de Relaciones Exteriores | Ministro de Relaciones Exteriores | Nombre (nacimiento-muerte)           | asumió el cargo         | Renunciar               | tiempo en la oficina | Partido político              | Monarca               | Monarca |
| --------------------------------- | --------------------------------- | ------------------------------------ | ----------------------- | ----------------------- | -------------------- | ----------------------------- | --------------------- | ------- |
| (6)                               |                                   | Lazar Tomanović (1845-1932)          | 28 de agosto de 1910    | 23 de agosto de 1911    | 346 días             | Independiente                 | Nicolás I (1910-1916) |         |
| 7                                 |                                   | Dusan Gregovic (1875-1923)           | 23 de agosto de 1911    | 6 de junio de 1912      | 309 días             |                               | Nicolás I (1910-1916) |         |
| 8                                 |                                   | Vaivoda Mitar Martinović (1870-1954) | 19 de junio de 1912     | 8 de mayo de 1913       | 354 días             | El verdadero Partido Popular  | Nicolás I (1910-1916) |         |
| 9                                 |                                   | Petar Plamenac                       | 8 de mayo de 1913       | 9 de septiembre de 1915 | 124 días             | Independiente                 | Nicolás I (1910-1916) |         |
| 10                                |                                   | Serdar Janko Vukotić (1866-1927)     | 9 de septiembre de 1915 | 3 de octubre de 1915    | 24 dias              | Independiente                 | Nicolás I (1910-1916) |         |
| 11                                |                                   | Mirko M. Mijušković                  | 3 de octubre de 1915    | 2 de enero de 1916      | 170 días             | Independiente                 | Nicolás I (1910-1916) |         |
| (3)                               |                                   | Lazar Mijušković (1867-1936)         | 2 de enero de 1915      | 25 de enero de 1916     | 36 días              | Partido del Verdadero Popular | Nicolás I (1910-1916) |         |

#### Gobierno montenegrino en el exilio
| Ministro de Relaciones Exteriores | Ministro de Relaciones Exteriores | Nombre (nacimiento-muerte)      | mandato               | mandato               | mandato              | Partido político              | Monarca Rey titular   |
| Ministro de Relaciones Exteriores | Ministro de Relaciones Exteriores | Nombre (nacimiento-muerte)      | asumió el cargo       | Renunciar             | tiempo en la oficina | Partido político              | Monarca Rey titular   |
| --------------------------------- | --------------------------------- | ------------------------------- | --------------------- | --------------------- | -------------------- | ----------------------------- | --------------------- |
| (3)                               |                                   | Lazar Mijušković (1867-1936)    | 25 de enero de 1916   | 29 de abril de 1916   | 94 días              | Partido del Verdadero Popular | Nicolás I (1916-1921) |
| (5)                               |                                   | Andrija Radović (1872-1947)     | 29 de abril de 1916   | 17 de enero de 1917   | 250 días             | Partido Popular               | Nicolás I (1916-1921) |
| 12                                |                                   | Milutin Tomanović               | 17 de enero de 1917   | 29 de mayo de 1917    | 101 días             | Independiente                 | Nicolás I (1916-1921) |
| 13                                |                                   | Evgenije Popović (1842-1931)    | 29 de mayo de 1917    | 17 de febrero de 1919 | 1 año, 335 días      | Independiente                 | Nicolás I (1916-1921) |
| (14)                              |                                   | Pero Soc (interino) (1884-1966) | 1918                  | 17 de febrero de 1919 | 1 año, 48 días       | Independiente                 | Nicolás I (1916-1921) |
| 15                                |                                   | Jovan Plamenac (1873-1944)      | 19 de febrero de 1919 | 1 de marzo de 1921    | 2 años, 12 días      | Partido del Verdadero Popular | Nicolás I (1916-1921) |

### Montenegro semiindependiente

#### República de Montenegro (1992-2006)
| Nombre (nacimiento-muerte) | Nombre (nacimiento-muerte)        | Partido | Mandato                 | Mandato                 | Presidente                  |
| -------------------------- | --------------------------------- | ------- | ----------------------- | ----------------------- | --------------------------- |
|                            | Nikola Samardžić (1935-2005)      | Ninguno | 15 de febrero de 1991   | 1 de agosto de 1992     | Momir Bulatović (1990-1998) |
|                            | Miodrag Lekić (nacido en 1947)    | Ninguno | 1 de agosto de 1992     | 17 de mayo de 1995      | Momir Bulatović (1990-1998) |
|                            | Janko Jeknic (1949-1997)          | DPS     | 17 de mayo de 1995      | 17 de enero de 1997     | Momir Bulatović (1990-1998) |
|                            | Branko Perović (nacido en 1959)   | DPS     | 17 de enero de 1997     | 15 de enero de 1998     | Momir Bulatović (1990-1998) |
|                            | Branko Perović (nacido en 1959)   | DPS     | 25 de enero de 1998     | 27 de enero de 2000     | Milo Đukanović (1998-2002)  |
|                            | Branko Lukovac (1944-2023)        | Ninguno | 27 de enero de 2000     | 25 de noviembre de 2002 | Milo Đukanović (1998-2002)  |
|                            | Branko Lukovac (1944-2023)        | Ninguno | 25 de noviembre de 2002 | 8 de enero de 2003      | Filip Vujanović (2003-2018) |
|                            | Dragiša Burzan (nacida en 1950)   | SDP     | 8 de enero de 2003      | 29 de julio de 2004     | Filip Vujanović (2003-2018) |
|                            | Miodrag Vlahović (nacido en 1961) | Ninguno | 29 de julio de 2004     | 10 de noviembre de 2006 | Filip Vujanović (2003-2018) |

### Montenegro independiente

#### Montenegro
| Nombre (nacimiento-muerte) | Nombre (nacimiento-muerte)           | Partido | Mandato                 | Mandato                 | Presidente                      |
| -------------------------- | ------------------------------------ | ------- | ----------------------- | ----------------------- | ------------------------------- |
|                            | Milán Roćen (nacido en 1951)         | DPS     | 10 de noviembre de 2006 | 10 de julio de 2012     | Filip Vujanović (2003-2018)     |
|                            | Nebojša Kaluđerović (nacido en 1955) | Ninguno | 10 de julio de 2012     | 4 de diciembre de 2012  | Filip Vujanović (2003-2018)     |
|                            | Igor Lukšić (nacido en 1976)         | DPS     | 4 de diciembre de 2012  | 28 de noviembre de 2016 | Filip Vujanović (2003-2018)     |
|                            | Srđan Darmanović (nacido en 1961)    | Ninguno | 28 de noviembre de 2016 | 20 de mayo de 2018      | Filip Vujanović (2003-2018)     |
|                            | Srđan Darmanović (nacido en 1961)    | Ninguno | 20 de mayo de 2018      | 4 de diciembre de 2020  | Milo Đukanović (2018-2023)      |
|                            | Đorđe Radulović (nacido en 1984)     | Ninguno | 4 de diciembre de 2020  | 28 de abril de 2022     | Milo Đukanović (2018-2023)      |
|                            | Ranko Krivokapic (nacido en 1961)    | SDP     | 28 de abril de 2022     | 21 de octubre de 2022   | Milo Đukanović (2018-2023)      |
|                            | Dritan Abazović (nacido en 1985)     | URA     | 21 de octubre de 2022   | 20 de mayo de 2023      | Milo Đukanović (2018-2023)      |
|                            | Dritan Abazović (nacido en 1985)     | URA     | 20 de mayo de 2023      | 31 de octubre de 2023   | Jakov Milatović (2023-presente) |
|                            | Filip Ivanović (nacido en 1986)      | PES     | 31 de octubre de 2023   | Titular                 | Jakov Milatović (2023-presente) |